# Gheorghe Eminescu
Gheorghe Eminescu nato Eminovici (Mizil, 31 maggio 1890 – Bucarest, 6 giugno 1988) è stato un militare, storico e scrittore rumeno.

## Biografia
Gheorghe Eminescu nacque da Matei Eminescu (1856-1929), un ufficiale di carriera fratello minore del poeta Mihai Eminescu, e dalla sua seconda moglie Ana Condeescu.
Intraprese la carriera militare partecipando come volontario alla campagna di Romania della prima guerra mondiale e combattendo nella battaglia di Mărășești (1917). Venne promosso al grado di colonnello e luogotenente, e dopo la guerra sposò Elena Labunțeva, con la quale ebbe una figlia, Yolanda (1921-1998), che sarebbe diventata avvocata, giurista e giornalista.
In seguito Eminescu fu professore di storia militare e scrisse un manoscritto sulla carriera di Napoleone Bonaparte, pubblicato dall'Accademia della Repubblica Socialista Rumena, ed edito ulteriormente per la pubblicazione.
Si unì al Partito Nazionale Contadino e per questo venne espulso dall'armata del Partito Comunista, i suoi scritti vennero confiscati e fu arrestato nel 1947, per poi essere rinchiuso vicino ad Aiud. Nel 1954 venne rilasciato in libertà. Sì trasferì a Bucarest, dove morì all'età di 98 anni.

## Opere
- Napoleon Bonaparte (1973)
- Amintiri din primul război mondial, în Limba și literatura românǎ: revistă trimestrială pentru elevi, anul 7 (1981)
- La 135 de ani, în Limba și literatura română: revistă trimestrială pentru elevi (1986)